# ريتشارد هاند
ريتشارد هاند (بالإنجليزية: Richard Hand)‏ هو عازف قيثارة بريطاني، ولد في 27 نوفمبر 1960، وتوفي في 26 مارس 2011.

## وصلات خارجية
- ريتشارد هاند على موقع ميوزك برينز (الإنجليزية)